# 手錠のまゝの脱獄
『手錠のまゝの脱獄』（てじょうのままのだつごく、The Defiant Ones）は、1958年制作のアメリカ映画。手錠で互いに繋がれた黒人と白人の二人の囚人が、当初は激しく反目し合いながらも絆を深めてゆく姿を描く。
アカデミー賞脚本賞、撮影賞、ベルリン国際映画祭男優賞（シドニー・ポワチエ）などを受賞している。

## ストーリー
囚人護送車がサウスカロライナの田舎町を移動中に、真夜中に転落事故を起こしてしまう。事故のどさくさに紛れて囚人のジャクソンとカレンの二人が脱走するが、ジョーカーと呼ばれるジャクソンは白人、カレンは黒人で、お互い50cmの長さの手錠で繋がれていた。二人は川を渡り、北部を走る鉄道を目指し逃亡を試みる。人種偏見からたびたび反発し合う二人だったが、追っ手から逃げるためには助け合うしかなかった。
夜になって二人は小さな町に到着する。人々が寝静まるのを待って、食料を得るために屋根から店舗に忍び込むが、ジョーカーが手を滑らせ、手錠があるために二人とも転落してしまう。大きな音を立てたため、町中の人を起こしてしまい二人は人々につかまり拘束される。町の人たちは二人をリンチにしようとするが、ひとりの男が体を張って止めに入り、早朝に二人を逃がしてくれた。彼の手首には手錠のあとがあった。
おかげで窮地を脱した二人だったが、逃亡中に言い争いになり殴り合いを始める。その時、二人が取っ組み合っているところに子供が現れ、二人に向かってライフル銃を向ける。子供の名前はビリーと言った。ビリーは母親と二人ぐらしだと言う。ジョーカーは子供をなだめ、母親のいる家に案内させる。
ビリーの母親はジョーカーだけに食事を出すが、ジョーカーに促されカレンにも食事を出す。ジョーカーはビリーにハンマーを持ってこさせ、二人はなんとか鎖をはずすことができた。しかし、ジョーカーは手首の傷のために熱を出し、気を失ってしまう。ジョーカーに一目ぼれしたビリーの母親は彼を一晩中、看病する。
翌朝、元気を取り戻したジョーカーにビリーの母親は車庫に古い車があるから、一緒に逃げようと持ちかける。ジョーカーとカレンは相談して、ここで分かれることにする。その時、ビリーの母親はカレンに鉄道に出るための沼地を通る近道を教えるが、後でジョーカーに、そこは生きて出られない危険な底なし沼があることを打ち明ける。カレンに対し友情が芽生えていたジョーカーはそれを聞いて驚き、カレンに危険な道を教えたビリーの母親を責める。泣いてジョーカーにすがりつくビリーの母親を振り切り、ジョーカーはカレンを救うために飛び出してゆく。しかしその時、彼はビリーに銃で肩を撃たれてしまう。
ジョーカーは必死でカレンを探し、なんとか彼に追いつく。傷を負った彼はカレンに自分はもうだめだと弱音を吐くが、カレンはジョーカーに俺たちは鎖でつながっているんだと励ます。二人はなんとか鉄道にたどり着く。そして近づいて来た列車の貨車にカレンが飛び乗る。ジョーカーも必死で走るが貨車に届かない。それを見たカレンは自分も貨車から飛び降りる。彼はジョーカーを後ろから抱きかかえ、歌をうたいながら追っ手が来るのを待つのだった。

## キャスト
※括弧内は日本語吹替（初回放送1968年5月5日『日曜洋画劇場』）
- ジョン・“ジョーカー”・ジャクソン - トニー・カーティス（広川太一郎）
- ノア・カレン - シドニー・ポワチエ（田中信夫）
- マックス・ミューラー保安官 - セオドア・ビケル（島宇志夫）
- ビッグ・サム - ロン・チェイニー・ジュニア（小林清志）：　町の住人。
- フランク・ギボンズ - チャールズ・マッグロー（大木民夫）：　州警察警部。
- ビリーの母 - カーラ・ウィリアムズ（水城蘭子）
- マック - クロード・エイキンス（雨森雅司）
- ソリー - キング・ドノバン（田村錦人）
- ビリー - ケビン・コフリン（沢井正延）

## 受賞/ノミネート
| 映画祭・賞                   | 部門                                              | 候補                                               | 結果       |
| ---------------------------- | ------------------------------------------------- | -------------------------------------------------- | ---------- |
| アカデミー賞                 | 作品賞                                            | スタンリー・クレイマー                             | ノミネート |
| アカデミー賞                 | 主演男優賞                                        | シドニー・ポワチエ トニー・カーチス                | ノミネート |
| アカデミー賞                 | 助演男優賞                                        | セオドア・ビケル                                   | ノミネート |
| アカデミー賞                 | 助演女優賞                                        | カーラ・ウィリアムズ                               | ノミネート |
| アカデミー賞                 | 監督賞                                            | スタンリー・クレイマー                             | ノミネート |
| アカデミー賞                 | 脚本賞                                            | ネイサン・E・ダグラス ハロルド・ジェイコブ・スミス | 受賞       |
| アカデミー賞                 | 撮影賞(白黒)                                      | サム・リーヴィット                                 | 受賞       |
| アカデミー賞                 | 編集賞                                            | フレデリック・ナドソン                             | ノミネート |
| ベルリン国際映画祭           | 男優賞                                            | シドニー・ポワチエ                                 | 受賞       |
| ニューヨーク映画批評家協会賞 | 作品賞                                            | スタンリー・クレイマー                             | 受賞       |
| ニューヨーク映画批評家協会賞 | 監督賞                                            | スタンリー・クレイマー                             | 受賞       |
| ニューヨーク映画批評家協会賞 | 脚本賞                                            | ネドリック・ヤング ハロルド・ジェイコブ・スミス    | 受賞       |
| ゴールデングローブ賞         | ゴールデングローブ賞 映画部門 作品賞 (ドラマ部門) | スタンリー・クレイマー                             | 受賞       |
| 英国アカデミー賞             | 男優賞(国外)                                      | シドニー・ポワチエ                                 | 受賞       |
| 英国アカデミー賞             | 国連賞                                            |                                                    | 受賞       |

## 備考
- ジョーカー役を打診されたロバート・ミッチャムは、人種差別の激しいこの時代のアメリカ南部で、黒人と白人が一緒に護送されることなどあり得ないとして、ストーリーの欺瞞性を理由に出演を断った。製作サイドはこれを、ミッチャムは黒人と共演するのを嫌ったために断ったと周囲に話し、カーティスも自伝にそう書いていたが、のちにカーティスの誤解であったと撤回している[8][9][10][11]。

- アカデミー脚本賞を受賞した共同脚本者のひとり、ネイサン・E・ダグラスの本名はネッド・ヤング(Nedrick Young)。赤狩りで有名な非米活動委員会のブラックリストにのった左翼映画人のひとりだったため、ネイサン・E・ダグラスの変名でクレジットされた[12]。

### 類似する作品
- F.L.E.D./フレッド
- 網走番外地 (東映)

上記の他、「立場の異なる（あるいは対立する）2名が手錠で繋がれ逃亡する」というプロットは、テレビドラマのシリーズ物やアニメでも単独エピソードで使用されている。

## リメイク
1986年にテレビ映画としてリメイクされた(The Defiant Ones)。邦題は『新・手錠のままの脱獄』。
舞台は1980年代に設定され、旧作よりもアクション仕立てでスピーディーな展開になっている。監督はデヴィッド・ローウェル・リッチ。
キャスト
- ジョニー“ジョーカー”・ジョンソン：ロバート・ユーリック
- カレン・モンロー：カール・ウェザース
- フロイド・カーペンター：バリー・コービン
- リロイ・ドイル保安官：エド・ローター
- ポーリーン：ローリー・オブライエン
- クライド：ウィル・ウィートン
- フレッド：タルマス・ラスラーラ
- ロニー：リッチ・ブリンクリー
- メイソン：ウィリアム・サンダーソン
- ミラー保安官補：エブ・ロー・スミス